# Dammsjön (Grangärde socken, Dalarna, 668135-145168)
Dammsjön är en sjö i Ludvika kommun i Dalarna och ingår i Norrströms huvudavrinningsområde. Sjön har en area på 0,0688 kvadratkilometer och ligger 190,8 meter över havet.

## Delavrinningsområde
Dammsjön ingår i det delavrinningsområde (668148-145208) som SMHI kallar för Utloppet av Bysjön. Medelhöjden är 200 meter över havet och ytan är 28,33 kvadratkilometer. Räknas de 7 avrinningsområdena uppströms in blir den ackumulerade arean 278,65 kvadratkilometer. Norrboån (Tyrsån) som avvattnar avrinningsområdet har biflödesordning 4, vilket innebär att vattnet flödar genom totalt 4 vattendrag innan det når havet efter 279 kilometer. Avrinningsområdet består mestadels av skog (55 procent). Avrinningsområdet har 5,61 kvadratkilometer vattenytor vilket ger det en sjöprocent på 19,8 procent. Bebyggelsen i området täcker en yta av 0,79 kvadratkilometer eller 3 procent av avrinningsområdet.